# Wojny szwedzko-nowogrodzkie
Wojny szwedzko-nowogrodzkie – Republika Nowogrodzka i średniowieczna Szwecja były zaangażowane w konflikty, których celem była kontrola nad Zatoką Fińską, stanowiącą część tzw. szlaku Waregów, terytorium o żywotnym znaczeniu dla Ligi Hanzeatyckiej. Szwedzkie ataki przeciwko prawosławnej Rusi miały podtekst religijny, ale przed XIV wiekiem nie ma żadnych informacji o oficjalnych bullach papieskich wzywających do krucjaty.

## Tło historyczne
Konflikt miał swoje korzenie w czasach wikingów, kiedy Waregowie mieli swoją faktorię handlową w Starej Ładodze i kontrolowali bieg rzeki Newy. Slawizacja i chrystianizacja północnej Rusi obliczona była na zepsucie relacji pomiędzy wikingami a Nowogrodem Wielkim na przełomie XI wieku. Eiríkr Hákonarson najechał Starą Ładogę w 997 roku, a w ślad za nim jego brat Sveinn Hákonarson w 1105 roku. Po małżeństwie Jarosława I Mądrego z Ingegerdą szwedzką w 1019 roku, konflikt rozgorzał z powodu ustanowienia Starej Ładogi siedzibą jarla na obszarze wpływów Rusi Kijowskiej. Była ona rządzona przez Ragnvalda Ulfssona, ojca króla Stenkila. Wnuczka Stenkila, Christina poślubiła Mścisława I Haralda z Nowogrodu, a po jego śmierci w 1132 roku Nowogród oderwał się od Rusi Kijowskiej

## Początek walk

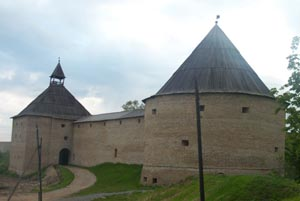
Forteca w Starej Ładodze, zbudowana z kamienia w XII wieku, przebudowana 400 lat później

Wiek XII jest słabo udokumentowany w Szwecji, a dokumenty ruskie są fragmentaryczne. Z zachowanych źródeł wydaje się oczywiste, że nowo założona republika i Szwecja zdryfowały we wrogie działania wojenne, które nie mogły już być zatrzymane.
Według Pierwszej Kroniki Nowogrodu, szwedzkie wojska zaatakowały kupców Nowogrodu gdzieś w rejonie Morza Bałtyckiego i zabiły 150 Nowogrodzian w 1142 roku. Jest to pierwsze znane wrogie działanie pomiędzy Szwecją i Nowogrodem. W 1164 roku silna flota szwedzka zbliżyła się do Starej Ładogi, ale została dotkliwie pobita, a większość jej statków przechwycił Nowogród.
Twierdzi się również, że Nowogrodzianie i ich sprzymierzeńcy, Karelianie, rozpoczęli w XII wieku pirackie najazdy na kontynentalną Szwecję.
Podczas jednego z takich najazdów, według legendy, przywieźli do Nowogrodu jako trofeum drzwi z katedry w Sigtuna. Nie ma jednak pewności co do pochodzenia niszczycieli Sigtuny. Szwedzkie źródła nazywają ich „heathens”, a źródła nowogrodzkie nie wspominają słowem o zdarzeniu, co byłoby najmniej oczekiwane, gdyby tego dokonali.
Szwedzkie źródła podają również, że Jarl Jon spędził dziewięć lat na walkach przeciwko Nowogrodzianom i Ingrianom w końcu XII wieku.
Te wyprawy nie są udokumentowane w ruskich źródłach.

## Bitwa nad Newą
Po długiej przerwie w otwartej wrogości, Szwecja podjęła w 1240 roku atak na Nowogród. Jedynym źródłem informacji o najeździe jest Pierwsza Kronika Źródłowa, napisana 100 lat po najeździe. Spekulowano, że najazd prowadzony był przez Birgera Magnussona, który został w 1248 roku wyniesiony do godności jarla. Jedynym przywódcą przeciwników wspomnianym w kronice był „Spiridon”, który został zabity w bitwie. Podjęte były próby identyfikowania Spiridona z Birgerem.
Wkrótce po tym jak ich flota dotarła do ujścia Newy Szwedzi zostali dotkliwie pobici w sławnej bitwie nad Newą przez młodego księcia Aleksandra Jarosławicza z Nowogrodu, który później uzyska przydomek „Newski”, dla upamiętnienia tego zwycięstwa. Od tego momentu Szwedzi przenieśli swoje zainteresowanie na Finlandię. Ich wojska nie wróciły do Newy przed końcem XIII wieku, kiedy uzyskały silną kontrolę nad Finlandią. Wcześniej Szwedzi próbowali ustanowić przyczółek w Estonii (bitwa nad Lihulą), jednak na próżno.

## Kierunek na Finlandię
Oprócz Ładogi, interesy Nowogrodzian zderzyły się ze szwedzkimi w Finlandii, kraju który siły ruskie plądrowały przy wielu okazjach od XI wieku. Wyprawa zimą 1226–1227 roku doprowadziła do poważnych strat po stronie fińskiej. Odwetowy najazd fiński przeciwko Ładodze w 1228 roku zakończył się katastrofą, co przyczyniło się do podporządkowania Finów przez katolickich Szwedów podczas II krucjaty Birgera jarla w 1249 roku. Siedem lat później Nowogrodzianie najechali szwedzką Finlandię ponownie.

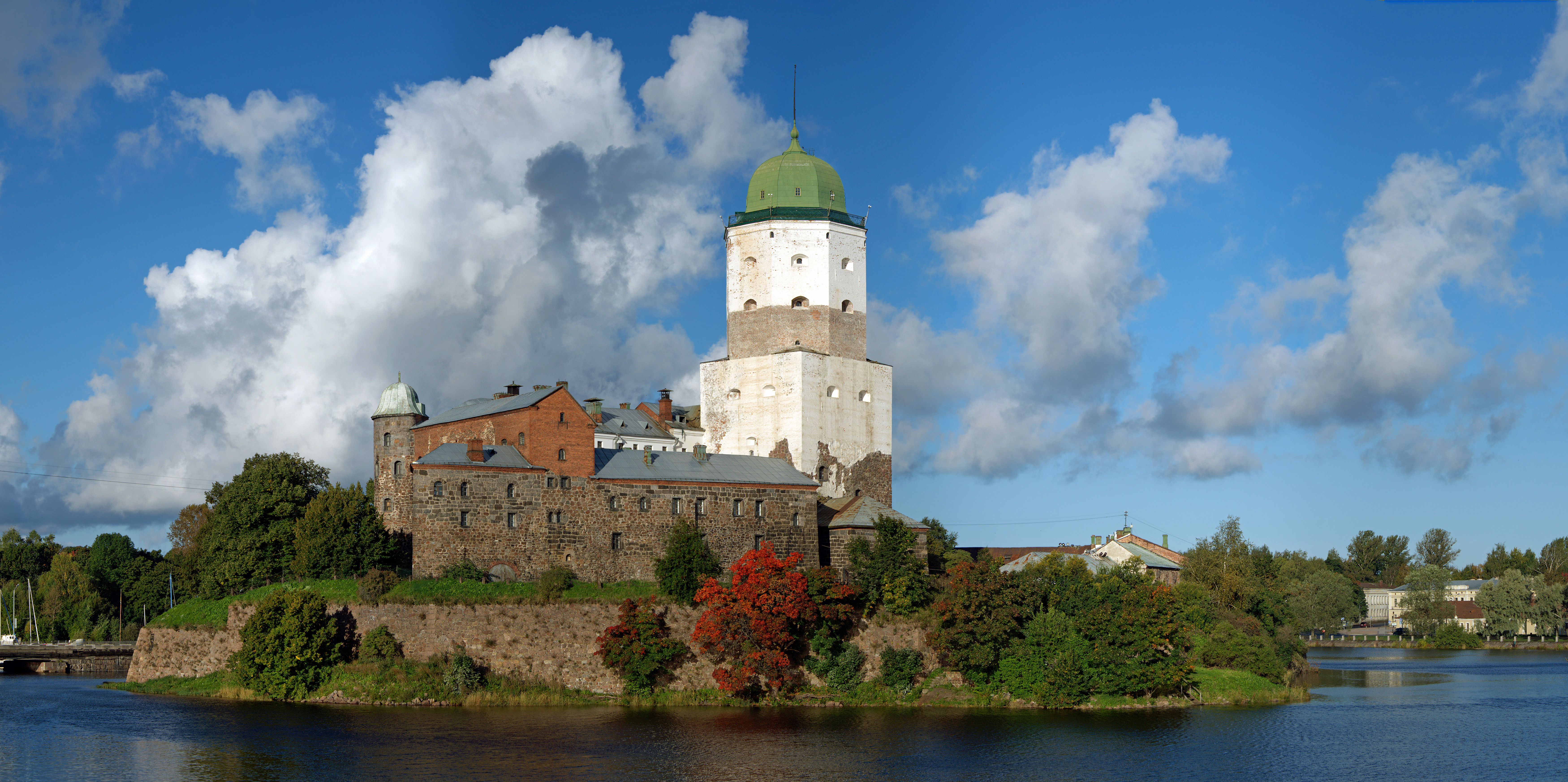
Zamek w Wyborgu

W 1293 roku Szwedzi podbili część Karelii i zbudowali tam fortecę w Wyborgu. Tej ekspedycji tradycyjnie nadawano miano III krucjaty szwedzkiej. Siedem lat później założyli fortecę w Landskronie u ujścia Newy, na rzece Ochta i zniszczyli osady Nowogrodzian nad Newą. Później tego roku siły Nowogrodzian odwzajemniły się przez zniszczenie Landskrony.
Na początku XIII wieku napięcie militarne wzrosło i obie potęgi były w ciągłej wojnie. W 1311 roku Nowogrodzianie zdewastowali centralną Finlandię, gdzie Szwedzi zbudowali ostatnio nowy zamek w Hakoinen. W odpowiedzi szwedzka flota wyruszyła przeciwko Ładodze i podpaliła handlową faktorię. Trzy lata później niezadowolenie Karelów z rządów Nowogrodzian ujawniło się, kiedy zabili ruskich gubernatorów i szukali pomocy w Szwecji. Po kilku miesiącach wahania, Karelia poddała się ponownie pod władzę Nowogrodu.
W 1313 roku Nowogród zaatakował Turku w południowo-zachodniej Finlandii, spalili miasto i katedrę, jak również zamek biskupi w Kuusisto. Cztery lata później oblegli Wyborg i założyli
Oreszek, ważną twierdzę dominującą nad wejściem do jeziora Ładoga

## Traktat w Nöteborg i jego następstwa

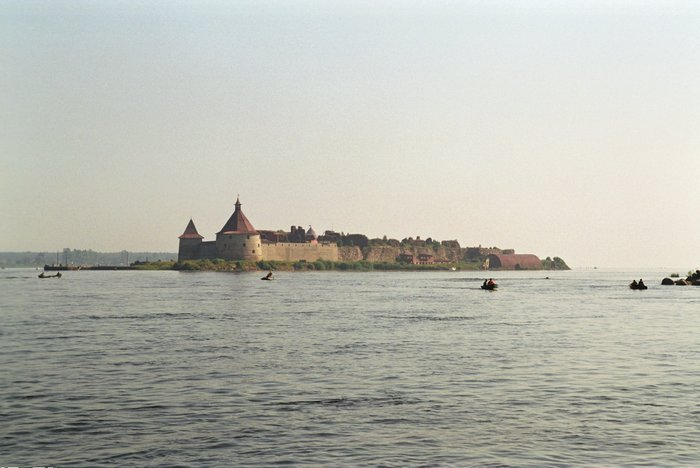
Oreszek, jedna z fortec zbudowanych przez Nowogród dla powstrzymania szwedzkiej ekspansji

Pierwszy traktat zawarty pomiędzy stronami konfliktu to pokój w Noteborgu, zawarty 12 sierpnia 1323 roku, po którym nastąpił traktat w Nowogrodzie pomiędzy Nowogrodem i Norwegią. Traktaty miały przynieść wieczny pokój dla regionu, ale okazały się tylko tymczasowym środkiem łagodzącym.
Już w 1328 roku Szwecja zachęcała osadników do zajmowania północnego wybrzeża Zatoki Botnickiej, która była określona w traktacie jako posiadłość Nowogrodu. Kiedy Karelianie podnieśli rebelię przeciw Nowogrodowi w 1337 roku, król Magnus Eriksson wysłał swoje wojska dla ich poparcia i zdołał na krótko zająć
fortecę w Korela. Następnego roku Nowogród obległ Wyborg, ale wkrótce zawarty został rozejm.
Po dziesięciu latach pokoju król poczuł się gotowy podjąć wrogie działania i zażądał od Nowogrodzian uznania władzy papieża. Według Pierwszej i Drugiej Kroniki Nowogrodzkiej, król zażądał, by Nowogrodzianie podjęli dysputę z jego „filozofami” (teologami katolickimi) i ten, kto by przegrał, przyjąłby religię zwycięzcy. Nowogrodzki arcybiskup Wasilij Kalika porozumiał się z posadnikiem i innymi członkami elity miasta i odpowiedział królowi, że ponieważ uzyskali chrzest z Konstantynopola, powinien wysłać filozofów tam na debatę z Bizantyjczykami. Otrzymawszy taką odpowiedź, król wysłał swoją armię na Oreszek i spalił go. Nowogród wkrótce odzyskał utracone tereny.
Król podjął jeszcze jeden bezowocny atak w 1350 roku. W tym samym roku czarna śmierć – epidemia dżumy – wybuchła w północnej Europie, ostatecznie kończąc dalsze wrogie działania.

## Dalsze działania
Późniejsze potyczki były bardziej sporadyczne, ponieważ Nowogród stawał się zbyt słaby, by ochronić swe interesy na północy. Próby Szwecji kontrolowania Zatoki Botnickiej sprowokowały Nowogród do rozpoczęcia w 1370 roku budowy zamku w pobliżu delty rzeki Oulu. Szwecja odpowiedziała założeniem w pobliżu swego własnego zamku. Nowogród zaatakował go w 1373 roku, ale nie był w stanie go zająć. W następnym roku interweniował papież Grzegorz XI, który ogłosił bullą krucjatę przeciwko Nowogrodowi. Wkrótce potem Rusini wycofali się z zachodniego wybrzeża Zatoki Botnickiej, pozostawiając ją Szwedom.
Wrogość pomiędzy dwoma potęgami odżyła w 1392 i 1411 roku. Szwecja do tego czasu stała się jednak państwem członkowskim skłóconej wewnętrznie Unii Kalmarskiej i była zajęta walką o dominację w Skandynawii przez cały XV wiek. Ostatni konflikt miał miejsce w 1445 roku, kilkadziesiąt lat przed tym, jak Nowogród został wchłonięty przez Wielkie Księstwo Moskiewskie. Upadek Nowogrodu nie dał w rezultacie pokoju i konflikt pomiędzy Rosją i Szwecją trwał aż do początku XIX wieku.